# Pherendates II.
Pherendates (II.) war ein achämenidischer Satrap in Ägypten. 

## Leben
Ägypten hatte 404 v. Chr. seine Unabhängigkeit von der achämenidischen Herrschaft zurückgewonnen, wurde aber 342/341 v. Chr. von Artaxerxes III. erneut für das persische Reich erobert. Vor seiner Rückkehr nach Babylon setzte der König als Satrap in Ägypten Pherendates ein, über dessen Leben sonst nichts bekannt ist. Die Dauer seiner Herrschaft ist ebenfalls unbekannt, aber für 333 v.  Chr. ist als ägyptischer Satrap Sabakes belegt.